# Сафронов Олександр Олександрович
Олекса́ндр Олекса́ндрович Сафро́нов (нар. 11 червня 1999, Запоріжжя) — український футболіст, правий захисник чернігівської «Десни». 
Чемпіон світу молодіжного чемпіонату світу 2019 у складі  збірної України U-20.

## Клубна кар'єра
Футболом розпочав займатися в складі «Металурга» (Запоріжжя), а 2015 року потрапив в академію «Дніпра». З початку 2017 року перебував у заявці першої команди, втім так за неї і не дебютував.
Влітку 2017 року разом з рядом інших гравців і персоналом перейшов у новостворений «Дніпро-1», у складі якого дебютував на професіональному рівні і за два роки вийшов з командою з другої ліги до Прем'єр-ліги. Також 2018 року недовго грав на правах оренди за першолігову кропивницьку «Зірку». Дебютував у вищому дивізіоні 11 серпня 2019 року, вийшовши у стартовому складі «Дніпра-1» в домашньому матчі проти чернігівської «Десни».
У січні 2020 року перейшов на правах оренди в естонську «Левадію», за яку зіграв у 8 матчах і забив 2 голи і в серпні 2020 року повернувся до дніпровського клубу.

### Збірна
Влітку 2018 року разом з юнацькою збірною України вирушив на чемпіонат Європи серед 19-річних до Фінляндії, де дійшов до півфіналу.
2019 року з командою до 20 років поїхав на молодіжний чемпіонат світу у Польщі, де збірна виграла золоті медалі.

## Нагороди
- Орден «За заслуги» III ст. (2019)[6]

## Титули і досягнення
- Володар Кубка Угорщини (1):

«Залаегерсег»: 2022-23